# Червенак, Юрай
Юрай Червенак (словац. Juraj Červenák, род. 16 июня 1974, Жьяр-над-Гроном, Банска-Бистрицкий край) — словацкий писатель. Первоначально он был наиболее известен своими рассказами и романами, в которых элементы меча и магии сочетаются с историческим фэнтези и славянской мифологией, но позже добился массового успеха благодаря серии романов в жанре исторических детективов, с участием пары вымышленных сыщиков конца XVI — начала XVII веков, Иоахима Штайна и Матея Барбарича.
Он опубликовал (под псевдонимом Торлейф Ларссен) несколько романов с участием классического персонажа Роберта Говарда Конана-варвара, а также (под своим именем) трилогию «Варлок» — набор исторических фэнтезийных романов, посвящённых приключениям славянского чернокнижника Рогана в исторической обстановке Нитранского княжества VIII века и соседних земель.
Рассказы Червенака варьируются от тем, обычно использующихся в его романах, до вестернов и ужасов, и их можно найти в различных (в основном чешских) антологиях, словацком журнале научной фантастики и фэнтези Fantázia и чешских журналах Ikarie и Pevnost. Большинство ранних книг Червенака были опубликованы в чешском переводе до публикации их оригинальных словацких версий; ситуация изменилась в 2010 году, когда первый из его исторических романов был опубликован крупным словацким издательством.

## Биография
Юрай Червенак родился 16 июня 1974 года в Жьяре-над-Гроном, Словакия, но большую часть жизни провёл в городе Банска-Штьявница. После окончания средней школы он сменил несколько случайных заработков и, наконец, устроился на работу в городской культурный центр, где в его обязанности входило управление местным кинотеатром. В конце концов, в 2005 году он сделал писательство (в качестве писателя, автора рассказов и кинокритика для различных журналов) своей постоянной карьерой.

## Писательская карьера
Ранние работы Червенака, опубликованные под псевдонимом «Торлейф Ларссен», имели умеренный успех у читателей, но в значительной степени отвергались критиками как производные от его литературных влияний (особенно Говарда) и лишённые изобретательности и изысканности.
После Толлрандера Червенак взял почти четырёхлетний перерыв в написании и публикации, из которого он вышел в 1998 году с рассказом под названием «Mŕtvi striebro nepotrebujú» («Мертвецам не нужно серебро»), опубликованным в журнале Fantázia.
В рассказе новый главный герой, Чернокнижник Роган, вместе со своим компаньоном-волком-демоном Горивладом представлен в оригинальном мире высокого фэнтези, основанном на славянской истории и мифологии. Реакция читателей была положительной, и последовали новые рассказы. Опубликованная годом позже книга «Кровавый огонь, белый огонь» получила премию O najlepšiu fantasy (за лучшее фэнтези).
Червенак вернулся к написанию романов, создав «Конана Неумолимого» в 2000 году (снова написав от лица «Торлейфа Ларссена») и получил ещё две престижные награды: «Истрон» за «Z posvátné vody zrozená» («Рождённый священной водой») в 2002 году и «Ракета» за «Hrdlorez» (Головорез) в 2003 году.
В 2003 году вышел в свет первый роман из серии «Černokněžník – Vládce vlků » («Чернокнижник – Повелитель волков»). Это была первая книга, опубликованная под собственным именем Червенака, которая ознаменовала его приверженность историческому фэнтези, поскольку она перенесла Рогана в историческую обстановку Центральной Европы на рубеже VIII века. Роман получил положительные отзывы, за ним последовали два продолжения (2004, 2005) и сборник рассказов (2006).
Затем Червенак перешёл к исторической фантастической трилогии по мотивам былин; первый роман «Богатырь: Железный скипетр», описывающий подвиги легендарного героя Ильи Муромца, был опубликован в 2007 году, за ним последовали два продолжения в 2007 и 2008 годах. В 2009 году Червенак написал «Strážcovia Varadína» («Стражи Оради»), первый из серии историко-приключенческих романов, рассказывающих о подвигах вымышленного капитана Корнелиуса Батори в конце XVII века на фоне различных конфликтов между Османской империей и Габсбургами. Роман был подхвачен одним из крупнейших издательств Словакии, «Slovart», что положило начало успеху Червенака среди массового читателя.
Эта тенденция была дополнительно закреплена серией исторических детективных романов, в которых рассказывается о паре вымышленных детективов, Иоахиме Штайне и Матее Барбариче, которые пытаются раскрыть преступления в Габсбургской империи конца XVI — начала XVII веков по специальному приказу эрцгерцога Матиаша Австрийского. В отличие от предыдущих работ Червенака, этот бестселлер практически не содержит элементов фэнтези и, за исключением нескольких вымышленных персонажей, остаётся верным реальным историческим событиям.

## Избранная библиография

### Цикл «Чернокнижник»
- Чернокнижник — властелин волков (чеш. Černokněžník – Vládce vlků, 2003)
- Чернокнижник — меч Радгоста (чеш. Černokněžník – Radhostův meč, 2004)
- Чернокнижник — кровавый огонь (чеш. Černokněžník – Krvavý oheň, 2005)
- Чернокнижник — война с бесами (чеш. Černokněžník – Válka s běsy, 2006)

### Цикл «Чёрный Роган»
- Золотая Аркония 1 (чеш. Zlato Arkony 1, 2012)
- Золотая Аркония 2 (чеш. Zlato Arkony 2, 2013)
- Призраки на Девине (чеш. Přízraky na Děvině, 2016)

### Цикл «Приключения капитана Баторио»
- Стражи Варадина (чеш. Strážcové Varadínu, 2009)
- Ворота Иркалли (чеш. Brány Irkally, 2010)
- Крепость дьявола (чеш. Ďáblova pevnost, 2011)
- Железный полумесяц (чеш. Železný půlměsíc, 2015)
- Западный оплот (словац. Pevnost západu, 2018)

### Цикл «Конан»
- Конан и стены Гиртна (чеш. Conan a stíny Hyrthu, 1994, под псевдонимом Джордж Каллаган)
- Безжалостный Конан (чеш. Conan nelítostný, 2000, под псевдонимом Торлейф Ларссен)
- Конан и святыня демона (чеш. Conan a svatyně démonů, 2002, под псевдонимом Торлейф Ларссен)
- Конан и двенадцать врат ада (чеш. Conan a dvanáct bran pekla, 2004, под псевдонимом Торлейф Ларссен)

### Цикл «Штейн и Барбарич»
- Покойник на Адском холме (словац. Mrtvý na Pekelném vrchu, 2014)
- Кровь перворождённых (словац. Krev prvorozených, 2014)
- Огненный знак (словац. Ohnivé znamení, 2015)
- Дьявол в зеркале (словац. Ďábel v zrcadle, 2016)
- Волк и кинжал (словац. Vlk a dýka, 2017)